# Black Books
Ne doit pas être confondu avec Black Book Éditions ou Black Books (Jung).
Black Books est une série télévisée britannique en 18 épisodes de 25 minutes, créée par Graham Linehan et Dylan Moran. Elle a été diffusée entre le 29 septembre 2000 et le 15 avril 2004 sur le réseau Channel 4.
En France, la série a été diffusée à partir du 1er juillet 2002 sur Canal+, puis sur Comédie ! et France 4.

## Synopsis
Bernard Black est un libraire irlandais établi à Londres qui cumule tous les défauts. Son amour pour la boisson bas de gamme et bon marché n'a d'égal que celui qu'il a pour la cigarette. Il est aussi asocial que paresseux et ne se soucie guère de sa boutique ni de ses clients. Sa seule amie est Fran Katzenjammer, qui tient la boutique voisine : Nifty gifty. Faisant plus office de copine de boisson que de confidente, cette dernière déteste elle aussi sa boutique et finira par l'abandonner pour partir à la recherche de divers petits boulots. Bernard étant aussi médiocre en relations sociales qu'en gérance, il engage Manny, un assistant, sous l'effet de la boisson. Bien qu'étant l'opposé l'un de l'autre, ils partagent un certain goût pour le vin bas de gamme et l'inactivité. 
C'est de leurs profondes différences néanmoins que découlent des situations aussi farfelues que désopilantes. Bien des épisodes relatent les efforts de Fran et Manny pour donner un comportement plus socialement acceptable à Bernard, ce qui ne génère que le chaos et renforce Bernard dans son point de vue nihiliste du monde. La librairie, qui sert de lieu de vie à Bernard et Manny, est souvent dépeinte comme désordonnée et totalement insalubre.

## Distribution

### Acteurs principaux
- Dylan Moran (VF : Damien Gillard) : Bernard Black
- Bill Bailey (VF : Patrick Donnay) : Manny Bianco
- Tamsin Greig (VF : Catherine Conet) : Fran Katzenjammer

### Invités
- Graham Linehan
- Tony Way (en)
- Simon Pegg
- Nick Frost
- Jessica Hynes
- Peter Serafinowicz
- Daisy Campbell
- Ben Homewood
- Paul Beech
- Martin Freeman

## Production
Un premier pilote de la série a été tourné en 1998 au studio de Riverside de Channel 4. Cette première version était assez noire, et tournait autour de l'envie de suicide de Bernard, puis celle de Manny. À l'origine, Manny (dont le second prénom est Zimmerman en référence à Bob Dylan) était un professionnel de « l'antidépression », et Fran (qui devait s'appeler Valerie à l'origine) était une cliente, amatrice de philosophie. 
Ce pilote était la première création originale de Dylan Moran en tant que scénariste pour la télévision. Graham Linehan, cocréateur de Father Ted, rejoindra l'équipe pour coécrire la série sur une sollicitation du producteur William Burdett-Coutts, après avoir vu le pilote ainsi qu'une performance de Moran à Dublin. Les personnages sont tous des créations originales de Moran selon un procédé qu'il appelle le spitballing, fondé sur la création spontanée.
L'idée que Bernard tiendrait une librairie est due à la conception qu'a Moran de l'entreprise maudite. « Diriger une librairie de seconde-main c'est déjà vouloir l'échec commercial. C'est toute une philosophie. Dans toutes les bouquineries que j'ai fréquentées, j'ai été frappé par la solitude et l'enfermement de celui qui dirigeait ce vaisseau perdu. » Linehan dit que la personnalité de Manny est issue d'une pancarte sur laquelle était écrit : « Merci de remettre les livres où bon vous semble, nous n'avons rien d'autre à faire de nos journées que de les ranger. » Moran disait de sa série qu'elle partait de la « volonté de faire une idiotie si complexe pendant une demi-heure que ça en devienne cohérent et crédible. »
L'adresse fictive de la librairie est Black Books, 13 Little Bevan Street, Bloomsbury, London WC1 ; Manny dit dans un épisode que la librairie est « pas loin de Russell Square ». Les scènes à l'extérieur de la librairie ont été tournées à l'extérieur d'une vraie librairie, un peu plus petite, nommée Collinge & Clark, et située sur Leigh Street, dans le quartier de Bloomsbury.
Dans les commentaires audio de Shaun of the Dead, la série Black Books est pour les producteurs comme une sœur de la sitcom Les Allumés (Spaced) passant en 1999 sur Channel 4, et aussi produite par Nira Park ; d'ailleurs, la série a eu pour invités de nombreux acteurs des Allumés.

## Fiche technique
- Réalisation : Martin Dennis
- Scénario : Dylan Moran
- Production : William Burdett-Coutts et Julian Meers
- Musique : Jonathan Whitehead
- Photographie : Andy Hollis
- Montage : Nick Ames et Paul Machliss (en)

## Épisodes

### Première saison (2000-2001)
1. Le Petit Livre du calme (Cooking the Books)
2. Le Premier Jour de Manny (Manny's First Day)
3. Le Vin sacré (Grapes Of Wrath)
4. Perte de mémoire (The Blackout)
5. Nuit de survie (The Big Lockout)
6. Reviens Manny ! (He's Leaving Home)

### Deuxième saison (2001-2002)
1. Virtuose malgré lui (The Entertainer)
2. Coup de chaleur (Fever)
3. Le Conciliateur (The Fixer)
4. Les Nuisibles (Blood)
5. Bonjour au soleil (Hello Sun)
6. Des vacances de rêve (A Nice Change)

### Troisième saison (2004)
1. Manny revient (Manny Come Home)
2. Titre français inconnu (Elephants and Hens)
3. Maman et Papa (Moo-ma and Moo-pa)
4. Titre français inconnu (A Little Flutter)
5. Titre français inconnu (The Travel Writer)
6. La Fête (Party)

### Extras
1. Black Dolls : Un mini-épisode de 5 minutes sous forme de poupées représentant Bernard, Manny et Fran. Disponible sur le DVD anglais de la série.